# Helga Čočková
Helga Čočková (ur. 26 listopada 1941 w Ostrawie) – czeska aktorka.
W pamięci polskich telewidzów pozostaje jako Irena, córka dr Štrosmajera (w tej roli Miloš Kopecký) z serialu telewizyjnego Szpital na peryferiach (1977 i 1981).
Absolwentka Akademii Sztuk Scenicznych w Pradze. W latach 1962–1966 była aktorką Teatru Państwowego w Ostrawie. Od 1967 do 1993 występowała w Teatrze Narodowym w Pradze.
Była żoną słowackiego reżysera i scenarzysty Júliusa Matuli (ur. 1943, zm. 2016). Mieli dwóch synów.